# Artemizija II.
Artemizija II. (grč. Ἀρτεμισία; Artemisia) je bila sestra i žena Mauzola, kojeg je 353. pr. Kr. naslijedila na mjestu satrapa Karije. Njen otac bio je Hekatomno, osnivač dinastije Hekatomnida.

## Život
Artemizija je poznata u povijesti zbog neobičnog načina žalovanja za svojim preminulim mužem (i bratom) Mauzolom. Prema drevnim povjesničarima, tijekom dvije godine od njegove smrti svakog dana uzimala je piće pomiješano s Mauzolovom urnom. Također, navela je najeminentnije grčke retoričare da ga spominju u svojim govorima, a na njegovu spomen dala je podignuti veličanstveni Mauzolej u Halikarnasu kojeg je Antipater iz Sidona uvrstio u sedam svjetskih čuda. Prema tom spomeniku „mauzolej“ je postao općeniti pojam za veliki i impresivni grob, obično izgrađen za preminulog vladara ili neku drugu značajniju osobu.
Mauzol i Artemizija vladali su kao pokrajinski namjesnici Perzijskog Carstva, no budući kako su perzijski vladari Artakserkso II. i Artakserkso III. političku pažnju usmjerili uglavnom protiv plemena Kadusija odnosno Egipta, vladali su prilično samostalno pa su bili u mogućnosti nesmetano prisvojiti nekoliko grčkih polisa u Egejskom moru.
Nakon Mauzolove smrti, Artemizija je nastavila njegovu politiku podržavanja oligarhije na otoku Rodu. Ovaj potez provocirao je pokušaj Roda da osvoje glavni karijski grad Halikarnas, pa su oko njega postavili opsadu. Ipak, napadači su učinili veliku pogrešku; zauzeli su samo istočni dio luke iz kojeg nisu mogli vidjeti što se događa na zapadu, odakle je krenuo odlučujući protuudar u kojem su poraženi. Artemizija je ostala zadržala mjesto vladara, no umrla je 351. pr. Kr., nakon samo dvije godine vladavine. Naslijedio ju je brat Idriej, koji je također bio oženjen za vlastitu sestru Adu.

## Mauzolej u Halikarnasu
Mauzolej su izveli arhitekti Satiros i Pitis, a spomenik je bio visok otprilike 42 m, okružen na sve četiri strane s ukupno 36 mramornih stupova (po 9 na svakom pročelju). Svako od četiri pročelja ukrašavao je drugi kipar; Skopas (istok), Leokar (zapad), Briaksis (sjever) i Timotej (jug). Nakon smrti Artemizije, mauzolej je nastavio ukrašavati i peti kipar po imenu Pteron, koji je okrunio postojeći spomenik s krovom u obliku stepenaste piramide koja je sadržavala 24 stepenice. Šesti umjetnik Pitije na samom je vrhu dodao mramornu kočiju s četiri bijela konja. Artemizija je umrla prije svršteka gradnje mauzoleja. Nakon osvajanja Roda na otoku je podigla vlastiti kip, kojeg su lokalni stanovnici nazivali „Abaton“.

## Poveznice
- Mauzol
- Mauzolej u Halikarnasu

| Prethodnik:                  | Satrap Karije (353. - 351. pr. Kr.) | Nasljednik:                  |
| Mauzol (377. - 353. pr. Kr.) | Satrap Karije (353. - 351. pr. Kr.) | Idriej (351. - 344. pr. Kr.) |

## Vanjske poveznice
- Artemizija II. (Livius.org, Jona Lendering)  Arhivirana inačica izvorne stranice od 31. ožujka 2001. (Wayback Machine)
- Artemizija (2), AncientLibrary.com  Arhivirana inačica izvorne stranice od 11. svibnja 2006. (Wayback Machine)
- Giovanni Boccaccio: „O slavnim ženama“ (De mulieribus claris), prijevod: Virginia Brown, izdavač: Harvard University Press, 2001., str. 115. – 118.

### Ostali projekti
|  | Zajednički poslužitelj ima još gradiva o temi Artemizija II. |